# جنا دیویس
جنا دیویس (به انگلیسی: Jenna Davis) (زاده ۵ مهٔ ۲۰۰۴) بازیگرصوتی، خواننده و ترانه‌سرا آمریکایی است.
از کارهای معروف او می‌توان به بازی در فیلم‌های مگان، مگان ۲.۰ و لیزا فرانکنشتاین اشاره کرد.